# كالفين ميلر
كالفين ميلر (بالإنجليزية: Calvin Miller)‏ (9 يناير 1998 بغلاسكو في المملكة المتحدة - ) هو لاعب كرة قدم بريطاني في مركز الظهير. لعب مع نادي سلتيك.

## وصلات خارجية
- كالفين ميلر على موقع الاتحاد الأوربي (الإنجليزية)
- كالفين ميلر على موقع الاتحاد الإسكتلندي (الإنجليزية)
- كالفين ميلر على موقع قاعدة بيانات كرة القدم.إي يو (الإنجليزية)
- كالفين ميلر على موقع Soccerbase.com (لاعب) (الإنجليزية)
- كالفين ميلر على موقع Soccerway.com (الإنجليزية)
- كالفين ميلر على موقع عالم كرة القدم.نت (الإنجليزية)
- كالفين ميلر على موقع AS.com (الإسبانية)